# Colin Bass
Colin Bass (ur. 4 maja 1951 w Londynie), znany także jako Sabah Habas Mustapha – brytyjski progresywny muzyk rockowy, basista, członek zespołu Camel.

## Historia
Rozpoczął swoją karierę muzyczną jako gitarzysta zespołu Krisis w 1968. Około roku 1970 wstąpił do zespołu Velvet Opera jako basista. Jednakże zespół ten nie pozostawił żadnego materiału nagraniowego z czasu Colina. W 1972 spotkał Erniego Grahama, z którym stworzyli zespół Clancy. Wydali dwa albumy. Zespół rozpadł się w 1976 roku.
Od jesieni 1976 do wiosny 1977 roku grał z zespołem Steve’a Hillage'a. Razem koncertowali w Europie i USA. Trasa koncertowa zakończyła się w Londynie w 1977 roku.
W 1978 Colin Bass dołączył do zespołu Camel jako basista, nagrali wspólnie dwa kolejne albumy oraz koncertowali w Japonii i Europie. W 1981 odszedł chwilowo z grupy i kontynuował solową działalność w Paryżu. Dołączył z powrotem do grupy w 1984 roku, w czasie ich trasy koncertowej.
Po roku 1984 Camel zawiesił działalność na prawie osiem lat. W międzyczasie Colin Bass grał z londyńską grupą African band Orchestra Jazira i w 1985 roku dołączył do grupy 3 Mustaphas 3 jako Sabah Habas Mustapha. Od tamtego momentu wiele jego muzycznych utworów było podpisanych właśnie tym nazwiskiem. Mimo iż w 1991 trio to zawiesiło działalność, Colin stworzył duet z innym członkiem zespołu - określali siebie mianem braci - Benem Mandelsonem (vel Hijaz Mustapha). Duet nazywał się the Tension Mounting Boys. Od roku 1991 często powracał do zreaktywowanego Camela, a od 1997 na stałe związany z zespołem.
Pod własnym nazwiskiem oraz pod pseudonimem Sabah Habas Mustapha wydał 14 solowych płyt. Jego styl muzyczny łączy elementy rocka progresywnego z muzyką folkową rodem z wyspy Sumatra.
W 1994 roku jako Sabah Habas Mustapha założył w Indonezji firmę produkcyjną, gdzie wylansował płytę Denpasar Moon. Piosenka z tej płyty o tym samym tytule stała się wielkim hitem na tamtejszym rynku muzycznym. Powstało ponad 50 coverów tego utworu, jednakże Colin Bass nie otrzymał wielkich tantiem z tego tytułu, ze względu na skomplikowane azjatyckie prawo autorskie. Wydawał tam także płyty lokalnych zespołów muzycznych. Trzy lata później przeniósł się na Jawę, gdzie eksperymentował z lokalnymi zespołami, łącząc etniczne style.
Oprócz działalności w zreaktywowanym Camelu Colin Bass jest też częstym gościem w Polsce, gdzie daje solowe koncerty m.in. wspólnie z Józefem Skrzekiem, zespołem Quidam oraz muzykami zespołu Abraxas Szymonem Brzezińskim oraz Marcinem Błaszczykiem. W 1998 roku nagrał wspólnie z Wojciechem Karolakiem i polskimi muzykami płytę An Outcast of the Islands. W 2002 współpracował z polską grupą Amarok przy nagrywaniu ich płyty Neo Way. W 2005 wydał wspólnie z Józefem Skrzekiem (SBB) płytę Planetarium.
Colin Bass mieszka w Berlinie. Prowadzi tam radiowe audycje muzyczne. Uczestniczy w wielu projektach muzycznych i światowych trasach koncertowych.

## Dyskografia

### Jako Colin Bass
- 1998 - An Outcast of the Islands
- 1998 - As Far As I Can See EP
- 1999 - Denpasar Moon EP
- 1999 - Live at Polskie Radio 3 2 CD
- 1999 - Poznań Pie – Live in Concert VHS
- 2000 - Live Vol. 2 - Acoustic Songs
- 2002 - Gently Kindly
- 2003 - In the Meantime
- 2003 - An Outcast of the Islands – Remastered + 3 bonus tracks
- 2005 - Planetarium (z Józefem Skrzekiem)

### Jako Sabah Habas Mustapha
- 1994 - Denpasar Moon
- 1998 - Jalan Kopo
- 1999 - So La Li
- 2001 - Sambasunda – Berekis
- 2004 - Denpasar Moon 2004 – remastered + bonus

### Z zespołem Camel
- 1979 - I Can See Your House From Here
- 1981 - Nude
- 1984 - Pressure Points (live)
- 1991 - Dust and Dreams
- 1993 - Never Let Go (live)
- 1996 - Harbour of Tears
- 1997 - On the Road 1981 (live)
- 1998 - Coming of Age (live)
- 1999 - Rajaz
- 2001 - The Paris Collection (live)
- 2002 - A Nod and a Wink

### z zespołem 3 Mustapha 3
- 1987 - Shopping
- 1990 - Soup of Century
- 1991 - Friends & Fronds
- 2001 - Play Misty for Me